# 461 (số)
461 (bốn trăm sáu mươi mốt) là một số tự nhiên ngay sau 460 và ngay trước 462.